# Пинту, Тьягу
Тьягу Мигел Баия Пинту (порт. Tiago Miguel Baía Pinto; 1 февраля 1988 года, Порту) — португальский футболист, защитник.

## Клубная карьера
Родившийся 1 февраля 1988 года в городе Порту Тьягу Пинту обучался играть в футбол в юношеских командах лиссабонских грандов «Бенфика» и «Спортинг». Не сумевший пробиться в основной состав «Спортинга» Тьягу Пинту был отдан в аренду клубу «Оливайш и Мошкавиди», а затем — в «Трофенсе». В португальской Лиге Сагриш Тьягу Пинту дебютировал 21 сентября 2008 года в гостевом матче «Трофенсе» против «Навала». Первый гол на высшем уровне он забил 19 апреля 2009 года, отметившись в гостевом поединке против «Риу Аве».
Летом 2009 года Тьягу Пинту подписал контракт с «Брагой», однако в течение сезона он так и не сыграл ни одного матча за команду.   После чего Тьягу Пинту перешёл в «Риу-Аве», где стал основным игроком. Перед сезоном 2012/2013 он был отдан в аренду испанскому клубу «Депортиво Ла-Корунья», но появился на поле лишь в одном матче Примеры. В январе 2013 года Тьягу Пинту также на правах аренды стал игроком сантандерского «Расинга», выступавшего в Сегунде. По окончании сезона португалец вернулся в «Риу-Аве», где провёл ещё 2 сезона.
В конце июля 2015 года Тьягу Пинту перешёл в турецкий «Османлыспор», вышедший по итогам Первой лиги 2014/2015 в Суперлигу.

## Личная жизнь
Тьягу Пинту — сын Жуана Пинту, знаменитого нападающего лиссабонских «Бенфики» и «Спортинга», а также сборной Португалии.